# Dimorphelia stirpicola
Dimorphelia stirpicola är en tvåvingeart som beskrevs av Loïc Matile 1988. Dimorphelia stirpicola ingår i släktet Dimorphelia och familjen platthornsmyggor.
Artens utbredningsområde är Nya Kaledonien. Inga underarter finns listade i Catalogue of Life.